# Trypeticus protractus
Trypeticus protractus är en skalbaggsart som beskrevs av Kanaar 2003. Trypeticus protractus ingår i släktet Trypeticus och familjen stumpbaggar. Inga underarter finns listade i Catalogue of Life.